# Wayne Booth
Pour les articles homonymes, voir Booth.
Wayne Clayson Booth, né le 22 février 1921 à American Fork dans l'Utah et mort le 10 octobre 2005 à Chicago, est un professeur de littérature et critique littéraire américain.
Il enseigna à l’Université de Chicago pendant plus de 40 ans. De nombreux ouvrages se trouvent sur les rayons de la plupart des bibliothèques universitaires américaines, incluant le plus connu, The Rhetoric of Fiction, publié en 1961 et toujours réédité, où il soutient la thèse que tout récit est une forme de rhétorique.